# 太陽にほえろ!のエピソード一覧 (1981年1月 - 1982年12月)
太陽にほえろ!のエピソード一覧（たいようにほえろ!のエピソードいちらん）は日本テレビ系列で放送された『太陽にほえろ!』シリーズの放送タイトルである。ここでは全718話のうち、1981年1月9日から1982年12月24日までに放送された第439話から第537話までを記述する。
本記事以外のエピソードについては太陽にほえろ!#放送リストのリンクを参照。

## 1981年
| 話数    | 放送日   | サブタイトル                          | 脚本              | 監督     | ゲスト |
| ------- | -------- | ------------------------------------- | ----------------- | -------- | --- |
| 第439話 | 1月9日   | ボスの告発                            | 小川英 古内一成   | 山本迪夫 | 松原直子:友直子 根上淳 白石まるみ 田中隆、大橋一輝、狩野勝彦、石井茂樹／柿沼大介、青木純 岸正明、田丸一登、山中康司、真田陽一郎、島田久美／カー・スタント:マエダ・オートクラブ                                                                                     |
| 第440話 | 1月16日  | 強き者よ、その名は…                   | 小川英 尾西兼一   | 山本迪夫 | 岩城令子:長谷直美 松原直子:友直子、吉野巡査:横谷雄二 伊佐山ひろ子 早川純一、執行佐智子、辻シゲル、篠田薫 若尾義昭、三上剛、高崎容子、酒井郷博、加藤美月／カー・スタント:マエダ・オートクラブ                                                                       |
| 第441話 | 1月23日  | カーテン                              | 小川英 古内一成   | 鈴木一平 | 松原直子:友直子 高沢順子、川口敦子 田鍋友啓、塚本恭子、山本廉、進藤幸 徳弘夏生、中村龍史、倉石一旺、塩野和美、神田盟子／原田千枝子、村上幹夫 鈴木敏彦、岸本功、中沢優子、町田幸夫、ライナ・ゲッスマン／カー・スタント:マエダ・オートクラブ                         |
| 第442話 | 1月30日  | 引金に指はかけない                    | 小川英 土屋斗紀雄 | 鈴木一平 | 松原直子:友直子 片桐竜次 高橋和枝、武内文平、磯部稲子 倉地雄平、西川恵三郎、時田優、竹内靖、伊藤紘 近松敏夫、山中康司、沢柳迪子、門脇三郎、甲斐武／カー・スタント:マエダ・オートクラブ                                                                             |
| 第443話 | 2月6日   | あなたは一億円欲しくありませんか      | 小川英 尾西兼一   | 山本迪夫 | 松原直子:友直子 栗田八郎、石山雄大、松田茂樹、みやけみつる 稲吉靖司、久遠利三、幸田宗丸、稲垣昭三 永井譲滋、上野綾子、宮本宗明、近江信行 中村龍史、吉田太門、萩原竹夫、村上幹夫／カー・スタント:マエダ・オートクラブ                                               |
| 第444話 | 2月13日  | ドック刑事のシアワセな日              | 長野洋            | 山本迪夫 | 松原直子:友直子 西條勝：梅野泰靖 峰竜太 酒井昭、木田三千雄 大矢兼臣、門谷美佐、金子勝美、飯田テル子、二家本辰己／カー・スタント:マエダ・オートクラブ |
| 第445話 | 2月20日  | 人質を返せ!                           | 峯尾基三          | 鈴木一平 | 松原直子:友直子 五代高之 笹入舟作、平野真理 流健二郎、堀礼文 穴原正義、佐々木由起恵、由利勝郎／カー・スタント:マエダ・オートクラブ |
| 第446話 | 2月27日  | 光る紙幣                              | 小川英 四十物光男 | 鈴木一平 | 松原直子:友直子、吉野巡査:横谷雄二 河原崎長一郎 野口ふみえ、野村昭子／大矢兼臣、渡辺啓子 畑中猛重、松尾文人、吉田豊明、邦創典、中島元／下村節子、渡辺紀子 勝然武美、竹内靖、森篤夫、杉本順子、加賀谷智一／カー・スタント:マエダ・オートクラブ                      |
| 第447話 | 3月6日   | 侵入者                                | 小川英 尾西兼一   | 澤田幸弘 | 岩城令子:長谷直美 松原直子:友直子 志賀勝 浜田晃、高橋明、岸野功／木内マキ、柿木恵至 山本庄助、池田悟、谷口芳昭、内田三樹也、山本武／カー・スタント:マエダ・オートクラブ                                                                                            |
| 第448話 | 3月13日  | 風船爆弾                              | 小川英 古内一成   | 澤田幸弘 | 松原直子:友直子、五代早苗:山下幹子 野瀬哲男、高山千草 晴乃ピーチク、木内マキ、姫るりこ 岸野一彦、攝祐子、山野真、小幡良二／カー・スタント:マエダ・オートクラブ |
| 第449話 | 3月20日  | ドック刑事 雪山に舞う                 | 長野洋            | 鈴木一平 | 松原直子:友直子 西沢利明／ミッチー・ラブ 岡田勇、里見和香、庄司香住、平田京子／森幹太、木原正二郎 村井茂子、伊東しず子、湯本弘子、中野佐智子／スキー指導:池田卓穂、斉藤蝶次郎、カー・スタント:マエダ・オートクラブ                                                 |
| 第450話 | 3月27日  | ドック刑事 雪山に斗う                 | 長野洋            | 鈴木一平 | 松原直子:友直子 西沢利明／ミッチー・ラブ 岡田勇、里見和香、庄司香住、平田京子、伊藤しず子／森幹太、木原正二郎 村井茂子、栗原敏、益田哲夫、湯本弘子、中野佐智子／スキー指導:池田卓穂、斉藤蝶次郎、カー・スタント:マエダ・オートクラブ                               |
| 第451話 | 4月3日   | ゴリ、勝負一発!                       | 小川英 四十物光男 | 木下亮   | 松原直子:友直子 古城和孝 檀喧太、井上三千男、鈴木弘道 中沢優子、小寺大介、山崎之也、田丸一登／カー・スタント:マエダ・オートクラブ |
| 第452話 | 4月10日  | 山さんがボスを撃つ!?                  | 小川英 加藤宏美   | 山本迪夫 | 松原直子:友直子、高田加代子:千野弘美 河原崎建三 高原駿雄、奥村公延、大山豊 成田次穂、酒井郷博、三重街恒二、林弘造 山村隆:小椋基広、宇佐美多恵子、篠田薫、市川勉、岸本功／カー・スタント:マエダ・オートクラブ                                                       |
| 第453話 | 4月17日  | 俺を撃て!山さん                       | 小川英 尾西兼一   | 山本迪夫 | 松原直子:友直子、高田加代子:千野弘美 河原崎建三 稲葉義男、小瀬格 西田昭市、灰地順、剣持伴紀 山村隆:小椋基広、相原巨典、大矢兼臣、島村卓志、槇ひろ子／カー・スタント:マエダ・オートクラブ                                                                           |
| 第454話 | 4月24日  | スコッチ、市民を撃つ                  | 小川英 古内一成   | 木下亮   | 松原直子:友直子、吉野巡査:横谷雄二 深水三章 荒木道子 広瀬昌助／西川敬三郎、松尾文人、金子勝美 山中康司、泉よし子、高崎蓉子、佐藤知多子、永山季一／ムサシ:アレックス、カー・スタント:マエダ・オートクラブ                                                           |
| 第455話 | 5月1日   | 死ぬなスニーカー                      | 高際和雄          | 竹林進   | 松原直子:友直子、五代早苗:山下幹子 東啓子 潤ますみ、井上高志 沖田駿一、田村貫、徳弘夏生 宮沢元、大木史郎、青柳文太郎、ウィリアム・タピア、マンズル・カデル／カー・スタント:マエダ・オートクラブ                                                                    |
| 第456話 | 5月8日   | ボス、俺が行きます!                   | 長野洋            | 竹林進   | 西山署長：平田昭彦、松原直子:友直子 早坂直家、市川好朗 加藤和夫／佐藤晟也、スーパー・リキ 木内マキ、彩瀬晶子、森愛、尾形恵子／カー・スタント:マエダ・オートクラブ                                                                                                  |
| 第457話 | 5月15日  | 長さんが刑事を辞めたくなった          | 小川英 亜土久     | 鈴木一平 | 松原直子:友直子、野崎康江：西朱実 小坂一也 信沢三恵子、武藤章生、池田鴻 加藤土代子、福岡正剛、三上剛、山崎優子 北川裕司、藤悦子、八木景子、椛麻希、藤原友宏／カー・スタント:マエダ・オートクラブ                                                                   |
| 第458話 | 5月22日  | おやじの海                            | 小川英 古内一成   | 鈴木一平 | 岩城令子:長谷直美 松原直子:友直子 柴田侊彦 菊地優子／木村有里、水村泰三、大矢兼臣 早瀬圭介:藤田啓而、早瀬波江:成田光子、武内文平、松尾文人／松香ふたみ、吉田太門 宮田光、小川希世子、秋田隆夫、谷本あきら／カー・スタント:マエダ・オートクラブ                     |
| 第459話 | 5月29日  | サギ師入門                            | 小川英 古内一成   | 山本迪夫 | 松原直子:友直子 穂積隆信 江幡高志、日野道夫／稲吉靖司、矢野間啓二 川井優、八木隆、谷口芳昭。大山豊、岩城和男／竹内靖、山中康司 麻ミナ、野路きくみ、岡崎夏子、岸本功、宮内理恵／カー・スタント:マエダ・オートクラブ                                                 |
| 第460話 | 6月5日   | スニーカーよ、どこへゆく              | 小川英 尾西兼一   | 山本迪夫 | 西山署長：平田昭彦 松原直子:友直子、五代早苗:山下幹子 中西良太 平野真理、中村好男、若尾義昭、松下立子 九重ひろ子、田中正彦、渡辺徹、暮林修／カー・スタント:マエダ・オートクラブ                                                                                    |
| 第461話 | 6月12日  | ドックのつぶやき                      | 高際和雄 小川英   | 竹林進   | 西山署長：平田昭彦 松原直子:友直子、吉野巡査:横谷雄二 飯山弘章 木原正二郎、吉良冬太、小坂生男 三浦伸、大矢兼臣、中沢優子、星野晃、荻原紀 町田幸夫、小寺大介、永野明彦、北斗太郎、吉江芳成／カー・スタント:マエダ・オートクラブ                                     |
| 第462話 | 6月19日  | あなたにその声が聞こえるか            | 小川英 尾西兼一   | 竹林進   | 松原直子:友直子 麻生晴子:水沢アキ 草薙幸二郎／笹入舟作、きくち英一 松田茂樹、中島元、金子勝美、谷村慶子、本庄和子／手話通訳:山城秀生、カー・スタント:マエダ・オートクラブ                                                                                          |
| 第463話 | 6月26日  | 六月の鯉のぼり                        | 小川英 四十物光男 | 山本迪夫 | 松原直子:友直子、吉野巡査:横谷雄二 左時枝 天草四郎、宮城健太郎、三重街恒二 今西正男、徳広夏生、大阪憲、篠田薫、広森信吾／カー・スタント:マエダ・オートクラブ |
| 第464話 | 7月3日   | 我がいとしき子よ                      | 小川英 塩田千種   | 山本迪夫 | 岩城令子:長谷直美 松原直子:友直子 大門正明 すどうかづみ 奥野匡、辻しげる、町田博子 千葉茂、三沢もとこ、村上幹夫、山田京子、西尾麻里／カー・スタント:マエダ・オートクラブ                                                                                           |
| 第465話 | 7月10日  | 裏の裏                                | 小川英 古内一成   | 竹林進   | 西山署長：平田昭彦 松原直子:友直子 北村総一朗 可知靖之、立花房子 石井茂樹、真田英明、平田京子、富田幸司 田村貫、水野奈保子、岸本功、伊倉一恵／カー・スタント:マエダ・オートクラブ                                                                                  |
| 第466話 | 7月17日  | ひとりぼっちの死                      | 小川英 尾西兼一   | 竹林進   | 麻生晴子:水沢アキ 松原直子:友直子 樋浦勉 小瀬格、福山象三、湖条千秋、青木純 山科ゆり、やなせもりひろ、進藤幸、槇ひろ子 菅本烈子、内藤杏子、垣内隆、内田三樹也、星野祐樹／手話:山城秀生、カー・スタント:マエダ・オートクラブ                                        |
| 第467話 | 7月24日  | スコッチ非情                          | 長野洋            | 鈴木一平 | 松原直子:友直子、吉野巡査:横谷雄二 遠藤征慈 小笠原まり子、磯部稲子、勝田久 中平哲阡、肥土尚弘、三上瓔子、木内マキ 鈴木正人、高木修平、町田幸夫、小寺大介／カー・スタント:マエダ・オートクラブ                                                                      |
| 第468話 | 7月31日  | 殴られたスニーカー                    | 小川英 古内一成   | 鈴木一平 | 岩城令子:長谷直美 松原直子:友直子 森田順平 稲垣昭三、小沢寿美恵、灰地順 成田次穂、飯田テル子、摂祐子、木内マキ、大木史朗 笹山栄一、伊東憲二、出井広美、山川連滉、大貫幸夫／カー・スタント:マエダ・オートクラブ                                                     |
| 第469話 | 8月7日   | 東京・鹿児島・大捜査線                | 小川英 四十物光男 | 山本迪夫 | 西山署長：平田昭彦 松原直子:友直子 倉田保昭 藤田進／奈美悦子、稲葉義夫、原口剛 椎谷建治、高品正広、磯村健治、小林尚臣、南郷隼人／住吉道博、宮川洋一 坂口光広、児玉国基、結城ショウ子、妹尾英資、柳田宗／久本昇、浜上功、カー・スタント:マエダ・オートクラブ        |
| 第470話 | 8月14日  | 鹿児島・東京・大捜査線                | 小川英 四十物光男 | 山本迪夫 | 西山署長：平田昭彦 松原直子:友直子 倉田保昭 藤田進／奈美悦子、稲葉義夫、原口剛 住吉道博、高品正広、宮川洋一、南郷隼人／小林尚臣、久本昇 妹尾英資、柳田宗、浜上功、結城ショウ子、坂口光広／児玉国基、カー・スタント:マエダ・オートクラブ                            |
| 第471話 | 8月21日  | 山さんに任せろ!                       | 小川英 長野洋     | 竹林進   | 松原直子:友直子 神山繁 広田正光、村上弘明、野口元夫 外山高士、久遠利三、大矢兼臣 荒瀬寛樹、菅野直行、山崎之也、平野正人／カー・スタント:マエダ・オートクラブ |
| 第472話 | 8月28日  | 鮫やんの大暴走                        | 畑嶺明            | 竹林進   | 鮫島勘五郎:藤岡琢也 松原直子:友直子 下村彰宏、川井優、鵜沢秀行 徳弘夏生、倉石一旺、小野加代子、村上幹夫 宮沢元、林弘造、藤井敏夫、側見民雄、西屋東／カー・スタント:マエダ・オートクラブ                                                                            |
| 第473話 | 9月4日   | ダーティーなゴリ                      | 小川英 尾西兼一   | 鈴木一平 | 松原直子:友直子 睦五郎 江藤博利 立枝歩、永谷晃一、小倉雄三／高畑次郎、吉良冬太 篠田薫、佐藤功、菅野勝浩、秋本憲治／伊島安章、清水忠一 塩田隆博、高橋美仲、村野仁美、加藤茂雄、志村幸江／カー・スタント:マエダ・オートクラブ                                        |
| 第474話 | 9月11日  | ロボは知っていた                      | 小川英 古内一成   | 鈴木一平 | 松原直子:友直子、吉野巡査:横谷雄二 松本留美 入川保則 仲谷昇 幸田宗丸、成田次穂、平野真理、山崎優子 木田愛子、秋田ひで子、山本寛、谷口たかし／ロボ:ウーサメイジャー号、カー・スタント:マエダ・オートクラブ                                                          |
| 第475話 | 9月18日  | さらば!スニーカー                     | 小川英 四十物光男 | 山本迪夫 | 松原直子:友直子、吉野巡査:横谷雄二／五代早苗:山下幹子 水沢有美、江幡高志／酒井昭 大木正司、木原正二郎、倉地雄平／永井雅春 若尾義昭、永谷悟一、青柳文太郎／見城貴信、大木裕司 宮田光、宇乃壬麻、大上あずさ、栃原真美、山崎康雄／カー・スタント:マエダ・オートクラブ |
| 第476話 | 9月25日  | ラガー刑事登場!                       | 長野洋            | 山本迪夫 | 松原直子:友直子、竹本加代:石井富子 五代潤:山下真司 早坂直家 森幹太、浜田晃 島村卓志、檀喧太、スーパー・リキ 青木純、山中泰介、田中穂精／カー・スタント:マエダ・オートクラブ                                                                                        |
| 第477話 | 10月2日  | 俺は誘拐犯だ!                         | 小川英 古内一成   | 木下亮   | 松原直子:友直子 新海百合子、剣持伴紀 大場利明、吉水慶、信沢三恵子 益田玲、石井亜希子、吉田俊博、出井広美、萩原竹夫／カー・スタント:マエダ・オートクラブ |
| 第478話 | 10月9日  | 汚れた警察                            | 峯尾基三          | 木下亮   | 松原直子:友直子 片桐竜次 西田健 二見忠男、庄司三郎、小池雄介、南谷朝子／カー・スタント:マエダ・オートクラブ |
| 第479話 | 10月16日 | 怒りのラガー                          | 小川英 畑嶺明     | 竹林進   | 松原直子:友直子、野崎康江：西朱実 寺島達夫、北條清嗣、金井進二 関川進二、浅沼晋平、井上三千雄、山根久幸 龍のり子、真田英明、桑原一人、大山豊、海原俊介 吉橋定夫、打出親吾、中瀬博文、大竹義夫、森岡隆見／カー・スタント:マエダ・オートクラブ                       |
| 第480話 | 10月23日 | 年月                                  | 小川英 尾西兼一   | 竹林進   | 松原直子:友直子 水原ゆう紀 山西道広 矢田稔、上野綾子 佐藤功、中沢優子、邦創典、菅野ふよ子／カー・スタント:マエダ・オートクラブ |
| 第481話 | 10月30日 | 闇の中の殺人者                        | 小川英 古内一成   | 鈴木一平 | 岩城令子:長谷直美 松原直子:友直子、吉野巡査:横谷雄二 古代一平、中田譲治、東条きよし 松本朝夫、松香ふたみ、津村隆 栗田八郎、森一朗、永田博文、平田まり／カー・スタント:マエダ・オートクラブ                                                                         |
| 第482話 | 11月6日  | ラッサ熱                              | 小川英 土屋斗紀雄 | 鈴木一平 | 松原直子:友直子、竹本加代:石井富子 森下哲夫、森大河 宮崎和命、小林かおり、奥野匡、松浪志保 小瀬格、大木史朗、相沢治夫、宮沢元／カー・スタント:マエダ・オートクラブ                                                                                                 |
| 第483話 | 11月13日 | 落し穴                                | 長野洋            | 山本迪夫 | 松原直子:友直子、吉野巡査:横谷雄二 清水章吾 西條勝:梅野泰靖、植木まり子 福原秀夫、佐藤知多子、伊達弘国／カー・スタント:マエダ・オートクラブ |
| 第484話 | 11月20日 | 青ひげ                                | 小川英 四十物光男 | 山本迪夫 | 松原直子:友直子、吉野巡査:横谷雄二 今福将雄 藤木敬士 三木敏彦、山口嘉三、徳弘夏生／高杉哲平、林弘造 記平佳江、川口節子、加藤茂雄、鈴木正人、小幡良二／カー・スタント:マエダ・オートクラブ                                                                          |
| 第485話 | 11月27日 | ウサギとカメ                          | 小川英 尾西兼一   | 竹林進   | 松原直子:友直子、吉野巡査:横谷雄二 立川光貴、早川絵美 田島義文、桜京美、工藤啓子 カー・スタント:マエダ・オートクラブ／三沢もと子、伊尾正子、小川真喜子、松下祐子                                                                                                   |
| 第486話 | 12月4日  | 赤い財布                              | 亜槍文代 小川英   | 竹林進   | 松原直子:友直子、吉野巡査:横谷雄二 鈴鹿景子 氏家修 藤方佐和子、山崎優子／磯部稲子、木内マキ、進藤幸、永谷悟一 カー・スタント:マエダ・オートクラブ／益田玲、松山薫、原えりこ、星野祐輝、大木裕司                                                                    |
| 第487話 | 12月11日 | ケガの功名                            | 小川英 鴨井達比古 | 鈴木一平 | 松原直子:友直子 早乙女愛 本郷直樹 藤悦子、村上幹夫／市川好朗、関戸純 カー・スタント:マエダ・オートクラブ／三重街恒二、林弘造、中島元、谷村慶子、直井ひろか |
| 第488話 | 12月18日 | 過去                                  | 小川英 田部俊行   | 鈴木一平 | 岩城令子:長谷直美 松原直子:友直子 矢吹二朗 有吉ひとみ、牧れい カー・スタント:マエダ・オートクラブ／林秀樹、水橋和夫、荒瀬寛樹、津島瑞穂 |
| 第489話 | 12月25日 | 帰って来たボス -クリスマスプレゼント- | 小川英 古内一成   | 竹林進   | 五代潤:山下真司 松原直子:友直子 長門裕之 宍戸錠 武藤章生、永井玄哉、相原巨典、小寺大介 カー・スタント:マエダ・オートクラブ／湯川勉、佐山泰三、熊谷雄二、小竹林義一、渡辺ゆかり                                                                                     |

## 1982年
| 話数    | 放送日   | サブタイトル                    | 脚本              | 監督     | ゲスト |
| ------- | -------- | ------------------------------- | ----------------- | -------- | --- |
| 第490話 | 1月8日   | われらがボス                    | 小川英 尾西兼一   | 竹林進   | 岩城令子:長谷直美 松原直子:友直子 深水三章 笹入舟作、石山雄大 升本泰造、山本寛／島村卓志、宮沢元、松田茂樹、東山茂幸、荒木一夫 カー・スタント:マエダ・オートクラブ／黒田健三、高瀬将嗣、竹本左和子、森洋二、野川ひとみ                                 |
| 第491話 | 1月15日  | ドックのうわごと                | 小川英 奥村俊雄   | 児玉進   | 松原直子:友直子 白石良子:岡まゆみ 多宮健二 久遠利三、兼松隆、戸塚孝 カー・スタント:マエダ・オートクラブ／稲川善一、早田文次、高橋誠、望月郁弥 |
| 第492話 | 1月22日  | 傷だらけの勲章                  | 小川英 四十物光男 | 児玉進   | 松原直子:友直子 織本順吉 大村波彦 奥野匡、剣持伴紀、青柳丈太郎、荻原紀 カー・スタント:マエダ・オートクラブ／泉よし子、篠田薫、青木勇次、木村栄悦 |
| 第493話 | 1月29日  | スコッチよ静かに眠れ            | 長野洋            | 竹林進   | 松原直子:友直子 野瀬哲男 渥美国泰 藤江リカ、広田正光、原田千枝子、小池雄介 カー・スタント:マエダ・オートクラブ／高橋ゆかり、大木裕司、伊沢勉、藤田康之、石崎洋光                                                                                       |
| 第494話 | 2月5日   | ジプシー刑事登場!               | 小川英 古内一成   | 竹林進   | 松原直子:友直子 上原ゆかり 穂高稔、入江正徳、徳広夏生、大矢兼臣 岡田和子、山崎之也、野川ひとみ、広森信吾 カー・スタント:マエダ・オートクラブ／江田真弓、丸山詠二、荒瀬寛樹、市川勉                                                                     |
| 第495話 | 2月12日  | 意地ッ張り                      | 長野洋            | 鈴木一平 | 松原直子:友直子 井上昭文 吉田義夫、水沢有美、鈴木弘道 カー・スタント:マエダ・オートクラブ／青木純、小池幸次、山本亨、白井権八 |
| 第496話 | 2月19日  | ジプシーとラガー                | 小川英 尾西兼一   | 鈴木一平 | 松原直子:友直子 吉水慶 高尾美有紀、山科ゆり、成田次穂 カー・スタント:マエダ・オートクラブ／庄司三郎、藤井敏夫、吉田太門、林弘造、吉橋定雄 |
| 第497話 | 2月26日  | ゴリさんが拳銃を撃てなくなった! | 小川英 古内一成   | 櫻井一孝 | 麻生晴子:水沢アキ 松原直子:友直子 吉田次昭 内藤剛志、井上三千男、武内文平、高瀬将嗣 桑原一人、三浦伸、狩野勝彦、長谷川一輝 カー・スタント:マエダ・オートクラブ／元田功、高橋幸代、久米じょう、青柳文太郎                                               |
| 第498話 | 3月5日   | 600秒の賭け                     | 峯尾基三          | 櫻井一孝 | 岩城令子:長谷直美 松原直子:友直子 松橋登 カー・スタント:マエダ・オートクラブ／上野綾子、竹内春樹、近江信行、宮沢元 |
| 第499話 | 3月12日  | こわれた時計                    | 小川英 尾西兼一   | 児玉進   | 松原直子:友直子、野崎俊一：石垣恵三郎 奈美悦子、久富惟晴 嶋英二、剣持伴紀 カー・スタント:マエダ・オートクラブ／中瀬博文、相原巨典、山崎之也、岸本功、山田博行                                                                                          |
| 第500話 | 3月19日  | 不屈の男たち                    | 長野洋            | 竹林進   | 松原直子:友直子 北村総一朗 宮部昭夫、吉野佳子 高崎容子、康有良、飯田テル子、村上幹夫、宮田光 カー・スタント:マエダ・オートクラブ／篠田薫、阿部渡、今久保満、加地健太郎、浜口竜哉                                                                       |
| 第501話 | 3月26日  | ある巡査の死                    | 小川英 奥村俊雄   | 竹林進   | 松原直子:友直子 竹本加代:石井富子、吉野巡査:横谷雄二 安井昌二 川辺久造 久保田鉄男、森洋二、市川勉、竹内靖／三遊亭遊三、早田文次、島村卓志、美木良介、荒瀬寛樹 カー・スタント:マエダ・オートクラブ／広森信吾、小寺大介、渡辺厳、郡司健、布施絵理        |
| 第502話 | 4月2日   | 癖                              | 小川英 亜槍文代   | 児玉進   | 松原直子:友直子 阿藤海、新海百合子 児島美ゆき、飛鳥裕子 野平ゆき、藍ともこ カー・スタント:マエダ・オートクラブ／川口節子、橋本菊子、大野原和夫、高橋明、笠井心                                                                                         |
| 第503話 | 4月9日   | 山さんとラガー                  | 小川英 四十物光男 | 山本迪夫 | 松原直子:友直子 辻萬長 原口剛、加藤和夫 川辺太一朗、二家本辰己、丸山詠二 カー・スタント:マエダ・オートクラブ／野路きくみ、津島瑞穂、側見民雄、沢柳迪子                                                                                                 |
| 第504話 | 4月23日  | バイオレンス                    | 小川英 尾西兼一   | 山本迪夫 | 松原直子:友直子、吉野巡査:横谷雄二 小野進也 早坂直家、灰地順、檀喧太 カー・スタント:マエダ・オートクラブ／里木佐甫良、増岡弘、森篤夫、水橋和夫、三重街恒二                                                                                             |
| 第505話 | 4月30日  | ジプシーの涙                    | 小川英 古内一成   | 竹林進   | 松原直子:友直子 松本留美、立枝歩 原田樹世土、桜京美、成田次穂、磯部稲子 九重ひろ子、市川勉、いとう憲二、横尾三郎、高瀬将嗣 カー・スタント:マエダ・オートクラブ／西川多恵子、西屋東、土屋美貴、小林真希、木内稔                                         |
| 第506話 | 5月7日   | 消えたロッキー                  | 小川英 奥村俊雄   | 竹林進   | 岩城令子:長谷直美 松原直子:友直子 川口敦子 貞永敏、金井大、吉田太門、萩原紀 森みどり、阿部渡、大山豊、溝口順子 カー・スタント:マエダ・オートクラブ／速水勝也、岡田和子、本庄和子、古川隆、野島秀実                                                     |
| 第507話 | 5月14日  | この街で-                       | 小川英 尾西兼一   | 高瀬昌弘 | 松原直子:友直子 谷隼人 永島暎子 井上高志、森田はるか、金尾哲夫、仲野裕 西川敬三郎、久遠利三、竹下玲奈、杉本美奈子 カー・スタント:マエダ・オートクラブ／永峯夕子、伊島安章、谷村慶子、瓜生千春                                                          |
| 第508話 | 5月21日  | ドックと天使                    | 小川英 大川俊道   | 高瀬昌弘 | 松原直子:友直子 潮哲也 代ゆかり 中井啓輔、高岡一郎、大坂憲 カー・スタント:マエダ・オートクラブ／大木裕司、松下祐子、鈴木正人、藤井祥恵、藤原益二 |
| 第509話 | 5月28日  | 列車の中の女                    | 小川英 尾西兼一   | 山本迪夫 | 松原直子:友直子 三浦真弓 平泉征 三谷昇、明石勤、真田英明、桑原一人 田村貫、徳広夏生、広田正光、関悦子 カー・スタント:マエダ・オートクラブ／田川千春、諸星洋子、富田幸司、矢野泰子、山中康司                                                            |
| 第510話 | 6月4日   | ラガーの大追跡                  | 小川英 古内一成   | 山本迪夫 | 松原直子:友直子 西村晃 勝部演之、頭師孝雄、岩田法子 吉宮君子、山本千代美、大山豊、有田麻里 カー・スタント:マエダ・オートクラブ／酒井郷博、たうみあきこ、山本武、近松敏夫                                                                               |
| 第511話 | 6月18日  | 爆発!ロッキー刑事               | 小川英 古内一成   | 櫻井一孝 | 岩城令子:長谷直美 松原直子:友直子 伊佐山ひろ子 里見和香、山口嘉三 矢吹渡、姫ゆり子、山岡八高、永井玄哉 カー・スタント:マエダ・オートクラブ／三上剛、船引秀秋、金子勝美、小梶亜弥                                                                       |
| 第512話 | 6月25日  | 婚約者の死                      | 峯尾基三          | 竹林進   | 麻生晴子：水沢アキ 松原直子：友直子 三ツ木清隆 下村彰宏 手話指導:大槻年巳／成田次穂、島村卓志、三浦康治、松田茂樹、三上剛 カー・スタント:マエダ・オートクラブ／植村由美、佐藤知多子、岸本功、鈴木真美子、森岡隆見                                      |
| 第513話 | 7月2日   | 真相は･････?                    | 長野洋            | 竹林進   | 西山署長：平田昭彦、松原直子:友直子 山内明 早川保、香野麻里 カー・スタント:マエダ・オートクラブ／兼松隆、吉中六、小松明義 |
| 第514話 | 7月9日   | ドックの苦手                    | 小川英 尾西兼一   | 櫻井一孝 | 松原直子:友直子 片桐竜次 今福将雄 堀礼文、中村好男 カー・スタント:マエダ・オートクラブ／宮沢元、加々良一和輝、甲斐武 |
| 第515話 | 7月16日  | 生いたち                        | 小川英 奥村俊雄   | 山本迪夫 | 松原直子:友直子 剛たつひと 西本裕行、東郷晴子、倉地雄平、早川純一 藤木聖子、久木念、熟田一久、宮田光、深谷みさお カー・スタント:マエダ・オートクラブ／吉宮愼一、岩城和男、高橋美紀、大貫幸雄、高本崇                                                   |
| 第516話 | 7月23日  | 白いスーツの女                  | 小川英 斉藤猛     | 山本迪夫 | 松原直子:友直子 高岡健二 相原友子 菅野忠彦、山本清 カー・スタント:マエダ・オートクラブ／松岡ふたみ、菅生隆之、大木史朗、岡田和子、萩原竹夫 |
| 第517話 | 7月30日  | 落書き                          | 小川英 四十物光男 | 竹林進   | 松原直子:友直子、吉野巡査:横谷雄二 下塚誠 山谷初男 村田正雄、大坪日出代、岸野一彦 カー・スタント:マエダ・オートクラブ／山田俊司、吉田太門、山崎之也、芦沢洋三、三沢もとこ                                                                              |
| 第518話 | 8月6日   | 忘れていたもの                  | 小川英 柏原寛司   | 竹林進   | 岩城令子:長谷直美 松原直子:友直子 高品正広、井上博一 藤江リカ、池田鴻 カー・スタント:マエダ・オートクラブ／原田千枝子、山中康司、清水愛、岩城裕太:佐野有哉、岩城陽子:日野希ぞみ                                                                        |
| 第519話 | 8月20日  | 岩城刑事、ロッキーにて殉職      | 小川英 古内一成   | 山本迪夫 | 岩城令子:長谷直美 松原直子:友直子 髙瀬春奈 小野進也 キム・バス、鈴木弘道 カー・スタント:マエダ・オートクラブ／金尾哲夫、寺内よりえ、三沢もとこ、伊藤健、三上剛                                                                                         |
| 第520話 | 8月27日  | 野崎刑事、カナダにて最後の激走  | 小川英 尾西兼一   | 山本迪夫 | 岩城令子:長谷直美 松原直子:友直子 髙瀬春奈 小野進也 キム・バス、鈴木弘道 カー・スタント:マエダ・オートクラブ／簗正明、高瀬佳子 |
| 第521話 | 9月3日   | ボギー刑事登場!                 | 長野洋            | 竹林進   | 松原直子：友直子 春日部正子：有吉ひとみ 立枝歩 中田譲治、長谷一馬、河合宏 カー・スタント：マエダ・オートクラブ／松尾文人、千葉茂、山河連滉、大木裕司                                                                                                   |
| 第522話 | 9月10日  | ドックとボギー                  | 小川英 古内一成   | 竹林進   | 松原直子：友直子 片岡弘貴、池田史比古 豊田温資、池田善彦、倉石一旺 武内文平、大矢兼臣、今井耕二 カー・スタント：マエダ・オートクラブ／成田次穂、松村和美、藤井祥恵、松浪志保                                                                           |
| 第523話 | 9月17日  | ゴリさん.死の対決               | 小川英 四十物光男 | 鈴木一平 | 麻生晴子：水沢アキ 松原直子：友直子、吉野巡査：横谷雄二 根岸明美 佐野守／遠藤征慈、木原正二郎、吉水慶 手話指導:大則年己／穂高稔、早田文次、近江信行、林弘造 カー・スタント：マエダ・オートクラブ／小金沢篤子、金子勝美、荻原紀、中瀬博文               |
| 第524話 | 9月24日  | ラガーのラブレター              | 小川英 大川俊道   | 鈴木一平 | 松原直子：友直子 小林麻美 吉沢健、明日香いづみ、徳弘夏生、小笠原まりこ 田村貫、篠田薫、田村みさ子、町田幸夫、竹内靖 BOØWY(新宿LOFT)、カー・スタント：マエダ・オートクラブ／阿部渡、青柳文太郎、平野義和、二家本辰己、金野恵子                          |
| 第525話 | 10月1日  | 石塚刑事殉職                    | 小川英 長野洋     | 竹林進   | 麻生晴子：水沢アキ 松原直子：友直子 塩谷智章 渥美国泰／左時枝 千波文太郎、粟津號／江幡高志 カー・スタント：マエダ・オートクラブ／真田英明、広田正光、藤悦子、芹澤常夫、星野祐輝                                                                        |
| 第526話 | 10月8日  | 井川刑事着任!                   | 小川英 古内一成   | 山本迪夫 | 井川圭子：吉野佳子、松原直子：友直子 平泉征 北条清嗣、井川浩史：圓山淳也 稲吉靖、前沢迪夫、大矢兼臣、三上瓔子 カー・スタント：マエダ・オートクラブ／出井広美、井川由利：山本直子、岩谷貴樹、徳石光浩                                                   |
| 第527話 | 10月15日 | 雨の降る街                      | 小川英 尾西兼一   | 山本迪夫 | 松原直子：友直子 鈴鹿景子 笹入舟作、江角英、矢野間啓二 青木純、桑原一人、宮沢元 カー・スタント：マエダ・オートクラブ／吉中六、北斗太郎、星野晃、鈴木正人                                                                                               |
| 第528話 | 10月22日 | 真夜中のラガー                  | 小川英 大川俊道   | 鈴木一平 | 坂上味和 中尾竜生、田中浩二、里見和佳、姫ゆり子 カー・スタント：マエダ・オートクラブ／久木念、柄沢英二、林由美子、星野裕樹、佐々木るん |
| 第529話 | 10月29日 | 山さんの危険な賭け              | 小川英 古内一成   | 鈴木一平 | 小野武彦 今井健二、中田博久、高野真二 冨田浩太郎、津野哲郎、檀喧太、高瀬将嗣 カー・スタント：マエダ・オートクラブ／中島元、黒岩義和、荻原紀、西内彰、甲斐武                                                                                            |
| 第530話 | 11月5日  | 検問突破                        | 小川英 柏原寛司   | 高瀬昌弘 | 中村好男 原口剛 橘田良江、佐藤功／篠田薫、酒井郷博、大木史朗、永谷悟一 カー・スタント：マエダ・オートクラブ／林由美子、大木裕司、荒城健司、柿木恵至、菊川予市                                                                                          |
| 第531話 | 11月12日 | マグナム・44                    | 小川英 四十物光男 | 高瀬昌弘 | 団次朗 コーネリヤ・ホフマイスター カー・スタント：マエダ・オートクラブ／幸田宗丸、相原巨典、山中康司、有馬光貴 |
| 第532話 | 11月19日 | バラの刺青                      | 小川英 尾西兼一   | 竹林進   | 井川圭子：吉野佳子、吉野刑事：横谷雄二 代ゆかり 坂部文昭、井川由利：山本直子、橋本和人、野上博司 高田康司、武石明美、島田理江、丸山千景、梅原明子 カー・スタント：マエダ・オートクラブ／井川浩史：圓山淳也、深谷みさお、萠田爽子、松村和美、三浦よし子 |
| 第533話 | 11月26日 | 後輩                            | 小川英 古内一成   | 竹林進   | 春日部正子：有吉ひとみ 加納竜 栗田八郎、大木隆介 佐藤知多子、須藤正裕、山田敬子 カー・スタント：マエダ・オートクラブ／諸岡青二、柏木康男、立風遊、町田幸夫、小寺大介                                                                                   |
| 第534話 | 12月3日  | 俺の拳銃が無い!                 | 小川英 尾西兼一   | 山本迪夫 | 吉野刑事：横谷雄二 長谷川諭、水上功治 久遠利三、宮田光、山崎之也、宇乃壬麻、依田英助 大矢陽一、工藤高久、及川一也、大庭茉木子、古川真司 カー・スタント：マエダ・オートクラブ／西川多恵子、安田夏望、西屋東、酒井郷博、福田麻知                         |
| 第535話 | 12月10日 | ボギーのいちばん長い日          | 小川英 大川俊道   | 山本迪夫 | 大場久美子 中井啓輔、奥村公延 丹古母鬼馬二、島村卓志、若尾義昭、山岸樹美雄、海原俊介 カー・スタント：マエダ・オートクラブ／栃原真美、高田大三、奥村樹里、児玉淳之、石井冠                                                                              |
| 第536話 | 12月17日 | 死因                            | 小川英 奥村俊雄   | 竹林進   | 白石良子:岡まゆみ 斉藤美和 剣持伴紀、倉石一旺、姫ゆり子、辻三太郎 カー・スタント：マエダ・オートクラブ／永井玄哉、相原巨典、大木史朗、菅野勝浩、森下明                                                                                                 |
| 第537話 | 12月24日 | 赤い憎悪                        | 小川英 桃井章     | 鈴木一平 | 島村佳江 高橋長英 中村孝雄、中山克己／北見治一、小笠原慶子、脇田茂 カー・スタント：マエダ・オートクラブ／九重ひろ子、宮沢元、山中康司、野瀬一枝、江原正士                                                                                              |